# Coptotettix parvus
Coptotettix parvus är en insektsart som beskrevs av Hancock, J.L. 1907. Coptotettix parvus ingår i släktet Coptotettix och familjen torngräshoppor. Inga underarter finns listade i Catalogue of Life.